# Iphicara risleri
Iphicara risleri är en insektsart som först beskrevs av De Bergevin 1925.  Iphicara risleri ingår i släktet Iphicara och familjen Dictyopharidae. Inga underarter finns listade i Catalogue of Life.